# セバスティアン・ダイスラー
セバスティアン・ダイスラー（Sebastian Deisler、1980年1月5日 - ）は、ドイツ・レラッハ出身の元サッカー選手。元ドイツ代表。選手時代のポジションはMF。通称バスティ。

## 経歴

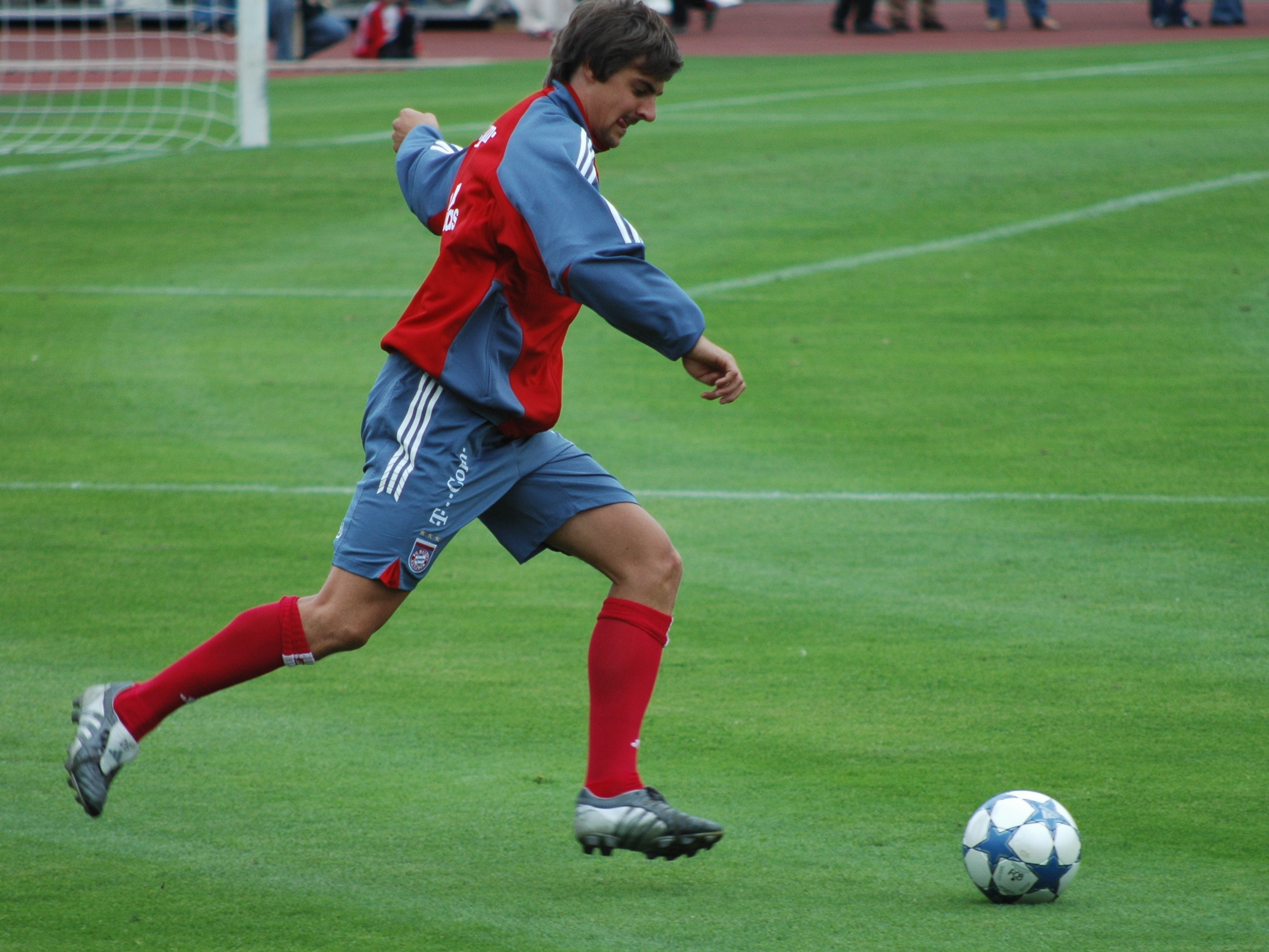
練習中のダイスラー

1998年にボルシアMGでプロデビュー。その年にチームが2部へ降格し、ヘルタ・ベルリンに移籍。2000年2月のオランダ戦でドイツ代表として初出場する。しかし、ワールドカップ・日韓大会直前のオーストリアとの親善試合で左膝の靭帯を断裂してしまい、そのためドイツが準優勝した2002年のワールドカップ・日韓大会の出場メンバーから外れた。それでも高い評価を受けて負傷していながらも、その夏にバイエルン・ミュンヘンに移籍を果たす。2003年には復帰し主力として活躍していたが、周りからの期待によるプレッシャーや両親の離婚、妊娠した恋人の健康上の不安などがストレスとなって今度はうつ病のために戦線を離脱。サッカー界やドイツ国内に衝撃を与えた。
その後うつ病を克服。復帰を果たし、2004年9月のブラジル戦で代表復帰。2005年のコンフェデレーションズカップでは全5試合に出場し、1アシストを記録。しかし2006年のワールドカップは、バイエルンでの練習中に再び膝の故障に見舞われ本大会出場の希望は叶わなかった。
その後も再びうつ病にかかり、2007年1月16日に「もう自分の膝を信じることができない」と語り、27歳という若さで現役引退を表明した。
2007年12月、行方不明になった。バイエルン・ミュンヘンの首脳陣やオットマー・ヒッツフェルト監督、元ドイツ代表監督のルディ・フェラーもダイスラーとの接触を幾度も試みたが、全く連絡を取る事ができず、ミュンヘンにある自宅も住居として利用されている痕跡が無い事から、「ダイスラーがどこにいて何をしているのか全く分からない状態であった。もしなんらかのサポートになるのであればダイスラーをバイエルン・ミュンヘン育成部門のテクニックコーチとして迎えたい」と2007年12月にバイエルン・ミュンヘンのウリ・ヘーネスGMがメディアを通してメッセージを送ったが、その後もダイスラーの消息は不明のままであった。
その後、第2の人生にフィジオセラピスト（理学療法士）として歩む準備を進めていることが発表された。息子の存在が今の彼の生きる喜びになっているという。

## 個人成績
| クラブ           | シーズン | 国内リーグ | 国内リーグ | 国内カップ戦 | 国内カップ戦 | 欧州カップ戦 | 欧州カップ戦 | 合計 | 合計 |
| クラブ           | シーズン | 出場       | 得点       | 出場         | 得点         | 出場         | 得点         | 出場 | 得点 |
| ---------------- | -------- | ---------- | ---------- | ------------ | ------------ | ------------ | ------------ | ---- | ---- |
| ボルシアMG       | 98-99    | 17         | 1          | 2            | 0            | 0            | 0            | 19   | 1    |
| 合計             | 98-99    | 17         | 1          | 2            | 0            | 0            | 0            | 19   | 1    |
| ヘルタ・ベルリン | 99-00    | 20         | 2          | 1            | 0            | 8            | 0            | 29   | 2    |
| ヘルタ・ベルリン | 00-01    | 25         | 4          | 0            | 0            | 4            | 0            | 29   | 4    |
| ヘルタ・ベルリン | 01-02    | 11         | 3          | 1            | 0            | 1            | 0            | 13   | 3    |
| 合計             | 99-02    | 56         | 9          | 2            | 0            | 13           | 0            | 71   | 9    |
| バイエルン       | 02-03    | 8          | 0          | 2            | 0            | 0            | 0            | 10   | 0    |
| バイエルン       | 03-04    | 11         | 4          | 2            | 0            | 1            | 0            | 14   | 4    |
| バイエルン       | 04-05    | 23         | 4          | 4            | 0            | 5            | 0            | 32   | 4    |
| バイエルン       | 05-06    | 16         | 0          | 3            | 0            | 6            | 3            | 25   | 3    |
| バイエルン       | 06-07    | 4          | 0          | 0            | 0            | 1            | 0            | 5    | 0    |
| 合計             | 02-07    | 62         | 8          | 11           | 0            | 13           | 3            | 86   | 11   |
| 通算             | 98-07    | 135        | 18         | 15           | 0            | 26           | 3            | 176  | 21   |